# Coppa di Slovacchia (pallavolo maschile)
La Coppa di Slovacchia di pallavolo maschile è un torneo per club della Slovacchia ed è posto sotto l'egida della Federazione pallavolistica della Slovacchia.
La prima edizione del torneo si è giocata nell'annata 1992-93 e la squadra che ha riportato il maggior numero di successi è il VKP Bratislava.

## Albo d'oro
| Edizione         | Edizione          | Podio           | Podio                                     | Podio             |               |
| Anno             | Sede della finale | Campione        | Risultato                                 | Finalista         |               |
| ---------------- | ----------------- | --------------- | ----------------------------------------- | ----------------- | ------------- |
| 1992-93 Dettagli | -                 | VKP Bratislava  | -                                         | Žilina            |               |
| 1993-94 Dettagli | -                 | VKP Bratislava  | -                                         | Žilina            |               |
| 1994-95 Dettagli | -                 | VKP Bratislava  | -                                         | -                 |               |
| 1995-96 Dettagli | -                 | VKP Bratislava  | -                                         | -                 |               |
| 1996-02          | -                 | Non disputata   | Non disputata                             | Non disputata     | Non disputata |
| 2002-03 Dettagli | -                 | Púchov          | -                                         | -                 |               |
| 2003-04 Dettagli | -                 | VKP Bratislava  | -                                         | -                 |               |
| 2004-05 Dettagli | -                 | Prešov          | 3 - 2 (21-25, 25-21, 25-17, 20-25, 15-9)  | Púchov            |               |
| 2005-06 Dettagli | Hnúšťa            | Nové Mesto      | 3 - 1 (25-23, 25-23, 23-25, 25-23)        | Lokomotíva Zvolen |               |
| 2006-07 Dettagli | Levice            | VKP Bratislava  | 3 - 1 (25-23, 28-26, 11-25, 25-17)        | Prešov            |               |
| 2007-08 Dettagli | Humenné           | VKP Bratislava  | 3 - 2 (15-25, 25-23, 21-25, 25-19, 15-12) | Chemes Humenné    |               |
| 2008-09 Dettagli | Spišská Nová Ves  | Chemes Humenné  | 3 - 2 (25-21, 25-23, 25-27, 21-25, 16-14) | VKP Bratislava    |               |
| 2009-10 Dettagli | Spišská Nová Ves  | VKP Bratislava  | 3 - 1 (25-19, 24-26, 25-17, 25-18)        | Chemes Humenné    |               |
| 2010-11 Dettagli | Myjava            | Chemes Humenné  | 3 - 0 (25-19, 25-20, 25-23)               | VKP Bratislava    |               |
| 2011-12 Dettagli | Bratislava        | Team Bratislava | 3 - 2 (25-20, 20-25, 23-25, 25-22, 16-14) | Slávia Svidník    |               |
| 2012-13 Dettagli | Bratislava        | Team Bratislava | 3 - 0 (25-17, 25-23, 25-18)               | Chemes Humenné    |               |
| 2013-14 Dettagli | Humenné           | Chemes Humenné  | 3 - 0 (25-17, 25-20, 25-20)               | Prešov            |               |
| 2014-15 Dettagli | Spišská Nová Ves  | Spartak Komárno | 3 - 2 (25-22, 20-25, 25-21, 22-25, 28-26) | Prešov            |               |
| 2015-16 Dettagli | Nitra             | Prešov          | 3 - 2 (24-26, 23-25, 25-23, 25-15, 15-8)  | Nitra             |               |
| 2016-17 Dettagli | Stará Ľubovňa     | Prešov          | 3 - 1 (21-25, 25-19, 25-21, 25-22)        | VKP Nitra         |               |
| 2017-18 Dettagli | Prievidza         | Prievidza       | 3 - 0 (25-20, 25-20, 25-20)               | Slávia Svidník    |               |
| 2018-19 Dettagli | Humenné           | Košice          | 3 - 2 (25-19, 19-25, 24-26, 25-17, 15-11) | Prešov            |               |
| 2019-20 Dettagli | Bratislava        | Prievidza       | 3 - 0 (25-17, 25-23, 25-21)               | Slávia Svidník    |               |